# Ficus tettensis
Ficus tettensis là một loài thực vật có hoa trong họ Moraceae. Loài này được Hutch. mô tả khoa học đầu tiên năm 1915.